# Dihammaphora nitidicollis
Dihammaphora nitidicollis är en skalbaggsart som beskrevs av Bates 1870. Dihammaphora nitidicollis ingår i släktet Dihammaphora och familjen långhorningar. Inga underarter finns listade i Catalogue of Life.